# Evangelische Karmelmission
Die Evangelische Karmelmission ist eine 1903/1904 gegründete christliche Mission, die heute unter Arabern und Muslimen tätig ist. Ihren Anfang nahm sie auf dem Karmelgebirge in Palästina. Der Verwaltungssitz ist in Schorndorf in Deutschland. Sie steht auf der Grundlage der Deutschen Evangelischen Allianz. Vorstandsvorsitzender ist Martin Landmesser.

## Geschichte
Nachdem sich Ende des 19. Jahrhunderts der Evangelische Reichsbrüderbund vom Deutschen Tempel unter Christoph Hoffmann abgespalten hatte, bat der noch den Templern angehörende deutsche Vizekonsul Friedrich Keller im Namen der mit ihm wohnenden deutschen Templer in und um Haifa im Jahre 1879 den Reichsbrüderbund um Aufnahme in den neuen Bund. Dieser schickte 1881 das Gründungsvorstandsmitglied, den Evangelisten Martin Blaich, nach Palästina, um die Aufnahme zu vollziehen. Dort angekommen initiierte Blaich die Gründung der Missionsstation auf dem Karmel, indem er unter den Mitgliedern der deutschen Exilgemeinde Spenden sammelte. Keller kaufte 1883 das erste Grundstück unweit von Haifa auf dem Karmel.

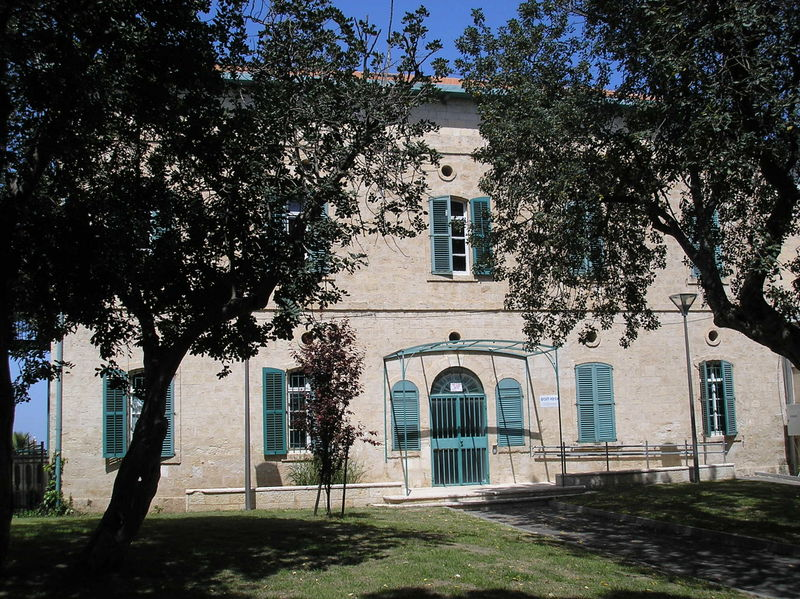
Beith Hecht in den 'Sderot haNassi' 142, Haifa, ursprünglich Hotel Pross

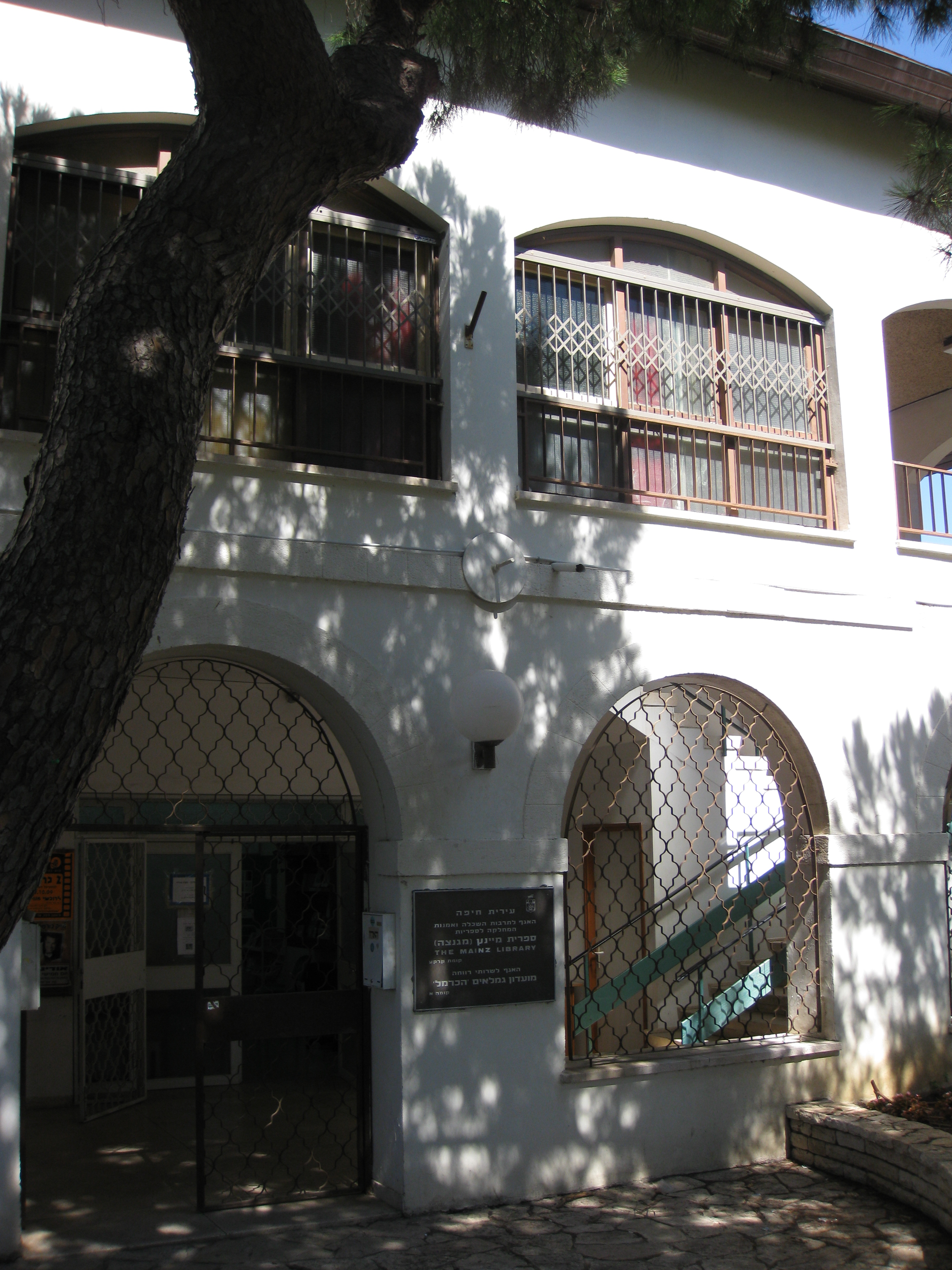
Beith Mainz, Haifa, bis 1913 Schneiders Wohnhaus

Als die erste Straße gebaut werden sollte, wurden die „lutherischen Ketzer“ vom nahegelegenen katholischen Karmeliterkloster vorerst gestoppt. Erst nach langen Gerichtsprozessen und einer Intervention des deutschen Reichskanzlers Bismarck befahl der Papst, die Straße freizugeben.
Bertha von Bannwarth, die schon die Prozesse mit dem Karmeliterkloster finanziert hatte, spendete auch für das 1887 fertiggestellte „Luftkurheim“. Als 1893 in der Nähe Friedrich Pross sein Hotel erbauen ließ, drohte die Konkurrenz die Finanzierung der Missionsstation zu untergraben und Johannes Seitz, ebenfalls Gründungsvorstandsmitglied des Reichsbrüderbundes, musste das Problem lösen. Er bat den sächsischen Pfarrer Martin Schneider (1862–1933) darum, das Hotel Pross zu kaufen und die Missionsstation zu leiten. Dieser fühlte sich von Gott berufen, kaufte 1904 das Hotel und zog mit Frau und Kindern sowie seiner Schwägerin Frieda Schulze am 29. Mai 1904 ein. Die Karmelmission wurde als Missionsstation für deutsche Siedler, Juden, Türken und Araber auf dem Karmel gegründet.

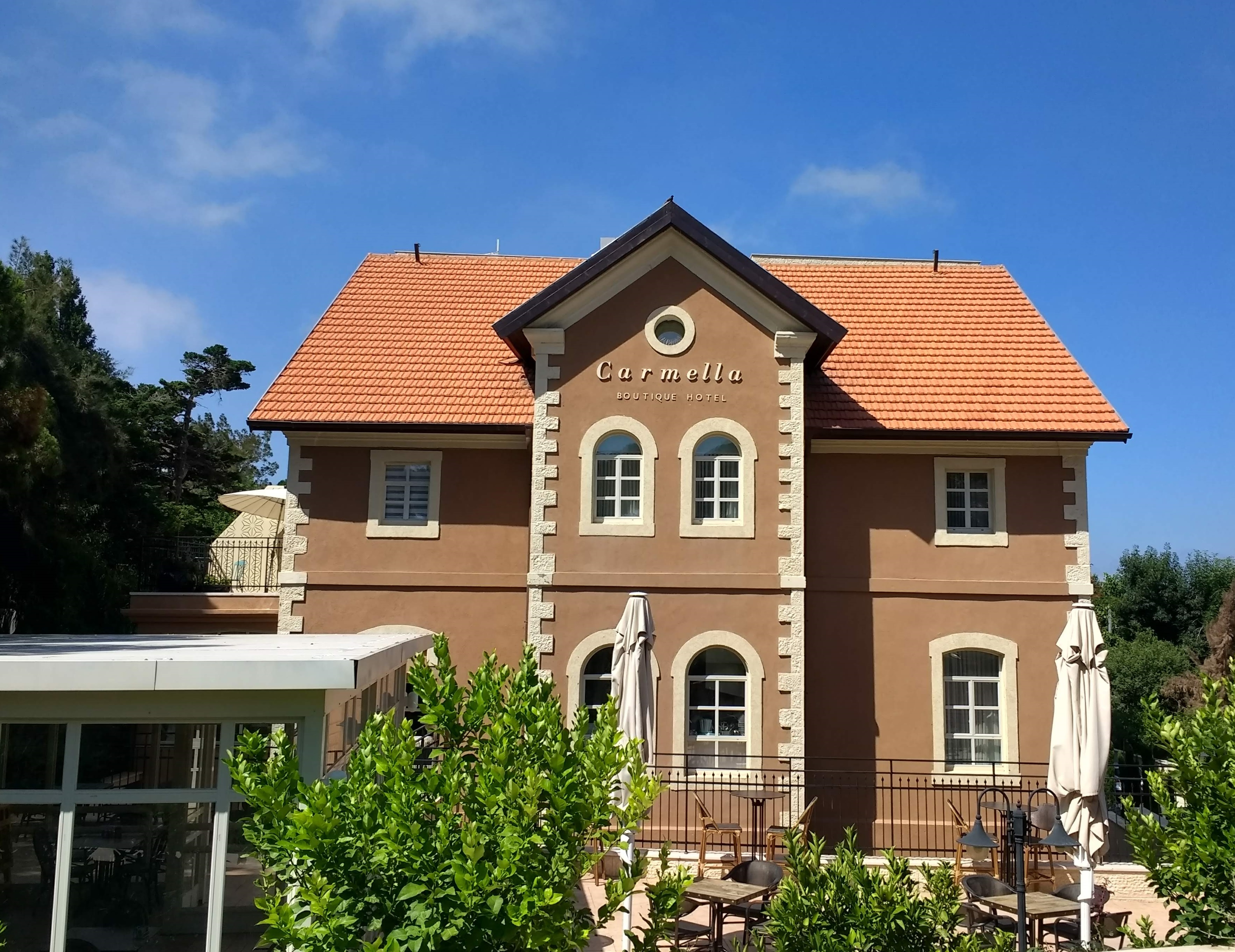
Carmella Boutique Hotel, auch Pastor-Schneider-Haus, ab 1913 Schneiders Wohnhaus

Schneider begann die Mission unter Juden, weil die meisten von ihnen Deutsch sprachen. Die Mission unter Arabern begann erst später, denn Arabisch musste Schneider erst lernen. Schneider betrachtete die Mission unter Juden für diese nicht als Glaubenswechsel, sondern als Weiterführung ihres Glaubens. Zu diesem Zweck wurde in seinem Hotel koscher gekocht. Nachdem Schneider 1908 das Hotel verkaufte, zog er mit Familie ins heutige Beith Mainz (Sderot haNassi' 103), bevor er ins heute Pastor-Schneider-Haus genannte Haus im Rechov haTischbi 130, zog, dass er von Gottlieb Mayer hatte erbauen lassen.
Die Karmelmission wurde in der folgenden Zeit vom „Dreierbund“ aus dem Heim Teichwolframsdorf (Johannes Seitz), der schweizerischen Rämismühle und dem Heim Patros Deutsche Zeltmission unterstützt. An Himmelfahrt 1908 wurden die von Martin Schneider ausgearbeiteten Grundsätze der Karmelmission im württembergischen Schorndorf beschlossen und Johannes Seitz als Vorsitzender eingesetzt, aber erst im November 1911 wurde der Verein mit Sitz Teichwolframsdorf ins Register eingetragen. 1923 wurde der Sitz nach Schorndorf verlegt.
Während des Ersten Weltkriegs musste Schneider das türkisch besetzte „Palästina“ verlassen und durfte erst 1920 wieder einreisen.
Von 1913 bis 1952 war Wilhelm Sziel Missionsleiter. 1952 wurde Erich Schmiedinghoff, ehemaliger Bundesgeschäftsführer des deutschen Verbandes der EC-Jugendverbände, neuer Missionsleiter.
Mit Ausbruch des Zweiten Weltkrieges wurde das Heim auf dem Berg geschlossen, die jüngeren Mitarbeiter nach Deutschland geschickt und die älteren in Waldheim bei Haifa interniert. Nur Hugo Löwenstein führte die Judenmission weiter, bis er 1944 starb.
Die Häuser des ursprünglichen Sitzes auf dem Karmel wurden in der Zeit der Gründung des Staates Israels enteignet. Die Mission von Haifa und vom Karmel aus mit dem Ziel „Zeugendienst im Heiligen Land und im nahen Osten“ endeten in der Zeit zwischen 1948 und 1956. Das Wirkungsgebiet erweiterte sich nun in den Bereich aller arabischen und muslimisch geprägten Länder.

## Grundsätze
Die Karmelmission hat fünf Grundsätze: Zum Ersten sieht sie Jesus Christus als ihr Haupt und Basis. Zum Zweiten ist die Bibel Richtschnur für Lehre und Leben. Zum Dritten will sie Leben wecken, Christen auferbauen und Mission betreiben. Viertens soll ein Helferkreis ausgebildete, „wahrhaft bekehrte“ Arbeitskräfte in die Mission senden. Zuletzt sieht die Karmelmission ihre Finanzierung nur abhängig von Jesus Christus und zahlt daher kein Gehalt, sondern verlässt sich darauf, dass Gott ihre Mitarbeiter versorgt.